# (19367) Пинк Флойд
(19367) Пинк Флойд (англ. Pink Floyd) — рядовой астероид главного пояса. Согласно оценкам учёных его яркость оценивается как 1/14958 от яркости самых слабых объектов, видимых на небе человеческим глазом. Имя астероида необычно тем, что оно состоит из двух отдельных слов: в соответствии с форматом, применяемым для большинства других малых планет, названных по имени людей или групп, он должен был бы называться «Pinkfloyd» (слитно) (с другой стороны, название астероида, названного в честь рок-группы Rolling Stones, тоже состоит из двух слов).

Орбита астероида Пинк Флойд и его положение в Солнечной системе